# Zeytinyağlı enginar
Zeytinyağlı enginar (turc, o carxofa amb oli d'oliva) és un plat típic de la cuina turca. (p. 368) La seva composició és de fonds de carxofes, cuites en aigua, i oli d'oliva. Altres ingredients del plat són cebes, patates, pastanagues, pèsols (per a farcir la carxofa), llimona, sal i una mica de sucre. Aquest plat gairebé sempre es decora amb anet fresc i, generalment es menja com entrant. És un plat que se serveix fred i també es pot considerar un meze.